# Fiskeriministeriet
 Ikke at forveksle med Fiskeriministeriet (Indonesien).
Fiskeriministeriet blev skabt som et selvstændigt departement i forbindelse med dannelsen af Regeringen Hans Hedtoft I i 1947. Allerede i perioden 1929-1935 havde Fiskeridirektoratet imidlertid været udskilt i Ministeriet for Søfart og Fiskeri.
Ministeriet bestod frem til 1994, hvor det blev lagt sammen med Landbrugsministeriet i Ministeriet for Landbrug og Fiskeri, der i 1996 ændrede navn til Fødevareministeriet